# Jeff Henckels
Pour les articles homonymes, voir Henckels.
Jeff Henckels, né le 30 août 1984 à Luxembourg, est un archer luxembourgeois.

## Carrière
Jeff Henckels participe au tir à l'arc en 2004 aux Jeux olympiques d'Athènes. Il est classé 55e du tour préliminaire et est battu en trente-deuxième de finale par Chen Szu-yuan. Henckels termine finalement 56e de l'épreuve,. Non sélectionné en 2008, Henckels décroche en revanche sa sélection pour les Jeux olympiques de Londres. 49e du tour de qualification, Henckels est ensuite dominé par le Néerlandais Rick van der Ven en trente-deuxième de finale.
Henckels compte également plusieurs participations à des Championnats du monde où d'Europe et compte plusieurs accessits dans les 10 premiers : la sixième place des Championnats du monde 2011 ainsi que la neuvième aux Championnats d'Europe 2010.
Lors des championnats d'Europe de 2018 à Legnica, il remporte le bronze à l'épreuve par équipe en compagnie de Pit Klein et de Joe Klein.